# Леда (мова програмування)
Леда (Leda) — мультипарадигмальна мова програмування, спроєктована Тімоті Баддом.
Мова Leda початково створювався з метою об'єднання імперативного програмування, об'єктно-орієнтованого програмування, функціонального програмування і логічного програмування.
Мова описана в книзі Multiparadigm programming in Leda